# ایشینکا
ایشینکا (به اسپانیایی: Ishinca) یک کوه در پرو است که در منطقه انکاش واقع شده‌است. ایشینکا ۵٬۵۳۰ متر بالاتر از سطح دریا واقع شده‌است.